# Леоново (Износковский район)
Леоново — деревня  в Износковском районе Калужской области России. Входит в сельское поселение «Село Льнозавод».

## География
Расположено у притока реки Изверь. Рядом — Ворсобино, Доманово.

## Население
| 2002 | 2010 |
| ---- | ---- |
| 26   | ↘19  |

## История
В 1782 году деревня Леоново Анны Гавриловны Смагиной, на реке Сухонка.